# 魔術の恋
『魔術の恋』（Houdini）は1953年のアメリカ合衆国の映画。かつて「1代の魔術王」と呼ばれたマジシャン、ハリー・フーディニの伝記を基に脚色を加えて映画化した作品。
ジョージ・マーシャル監督の作品で、出演はトニー・カーティスなど。テクニカラー作品。

## キャスト
※括弧内は日本語吹替（初回放送1969年6月5日『木曜洋画劇場』）
- ハリー：トニー・カーティス（広川太一郎）
- ベス：ジャネット・リー（山東昭子）
- オットー：トリン・サッチャー（塩見竜介）
- ハリーの母：アンジェラ・クラーク
- ドイツの検察官：ステファン・シュナベル
- マルエ：イアン・ウォルフ
- シュルツ：シグ・ルーマン
- ドゥーリー：マイケル・ペイト
- シュルツ夫人：コニー・ギルクリスト
- イギリスの刑務所長：マルコム・リー・ベッグス
- ハンター氏：フランク・オース
- マーリック検査官：バリー・バーナード
- シムズ：ダグラス・スペンサー

## スタッフ
- 監督：ジョージ・マーシャル（英語版）
- 製作：ジョージ・パル
- 原作：ハロルド・ケロック
- 脚本：フィリップ・ヨーダン
- 撮影：アーネスト・ラズロ
- 編集：ジョージ・トマシーニ（英語版）
- 美術：アルバート野崎（英語版）、ハル・ペレイラ（英語版）
- 衣装デザイン：イーディス・ヘッド
- 音楽：ロイ・ウェッブ